# Лелявський Борис Миколайович
Лелявський Борис Миколайович (22 липня 1886, Волинь — 5 листопада 1935, Львів) — Волинський шляхтич, державний діяч, маршалок шляхти Волинської губернії, депутат IV Державної Думи Російської імперії, православний діяч, поет і публіцист.

## Біографія
Син керівника Київського округу шляхів сполучення Миколи Лелявського (1853—1905). Великий землевласник Київської, Волинської та Катеринославської губерній (6000 десятин у загальному нероздільному володінні).
Закінчив Київську Першу гімназію (1904) та Імператорське училище правознавства (1908). Після закінчення останнього вступив на службу до Міністерства внутрішніх справ. У 1908—1910 роках перебував при Київському, Подільському та Волинському генерал-губернаторі.
У 1909—1911 роках був Ізяславським повітовим маршалком. 1911 року перейшов на посаду голови Житомирського з'їзду світових посередників, був обраний голосним Волинського губернського земства. З 1912 року обіймав посаду Овруцького повітового маршалка шляхти
1912 року був обраний депутатом Державної думи Російської імперії від Волинської губернії. Входив до фракції правих, потім у групу безпартійних. Складався членом комісій: редакційною, за запитами, про шляхи сполучення, за направленням законодавчих припущень, бюджетною та про судові реформи.
1914 року обраний Волинським губернським маршалком шляхти, а в 1915 — головою губернської земської управи. Дослужився до чину надвірного радника.
Після Лютневої революції був комісаром Тимчасового уряду у Волинській губернії. Після Жовтневої революції переїхав до Києва, 1918 року був головою Київської міської управи. За гетьмана України П. Скоропадського відмовився від посади Київського губернатора та міністра землеробства.
На еміграції жив у Львові. Брав активну участь у житті місцевого православного приходу, виступав на захист православ'я. Займався публіцистикою, співпрацював у журналі «На рубежі». 1930 року був представником мирян на Всепільському Помісному соборі, також був генеральним секретарем президії зборів Польської Православної Церкви.
Помер 1935 року від розриву серця. Похований у «Братській могилі російських журналістів» на Личаківському цвинтарі. Був неодружений.